# Titularbistum Gypsaria
Gypsaria (ital.: Gissaria) ist ein Titularbistum der römisch-katholischen Kirche.
Es geht zurück auf einen untergegangenen Bischofssitz in der gleichnamigen antiken Stadt, die in der römischen Provinz Mauretania Caesariensis im heutigen nördlichen Algerien lag.
| Titularbischöfe von Gypsaria |                                                     |                                                    |                   |                |
| Nr.                          | Name                                                | Amt                                                | von               | bis            |
| 1                            | Anselmo Albareda OSB Titularerzbischof pro hac vice | Präfekt der Vatikanischen Apostolischen Bibliothek | 5. April 1962     | 19. April 1962 |
| 2                            | Joakim Segedi                                       | Weihbischof in Križevci (Kroatien)                 | 24. Februar 1963  | 20. März 2004  |
| 3                            | José Roberto Ospina Leongómez                       | Weihbischof in Bogotá (Kolumbien)                  | 19. April 2004    | 10. Mai 2012   |
| 4                            | Radosław Zmitrowicz OMI                             | Weihbischof in Kamjanez-Podilskyj (Ukraine)        | 29. November 2012 |                |